# Jasper Harris
Jasper Harris (* 7. Juni 1996 in London, England) ist ein britischer ehemaliger Kinderdarsteller.
Harris, der zuvor in zwei kleinen Nebenrollen in BBC-Produktionen zu sehen war, gab sein Debüt als Hauptdarsteller 2005 in dem Religionsdrama Fürchtet euch nicht! – Das Leben Papst Johannes Pauls II., in dem er den 10-jährigen Karol Wojtyła darstellt. Eine weitere Hauptrolle für den Jungdarsteller war jene des Bo (Bonifazius) in der Literaturverfilmung Herr der Diebe aus dem darauffolgenden Jahr. Nach 2007 erfolgten allerdings keine weiteren Film- oder Fernsehauftritte mehr (Stand: Mai 2021).

## Filmografie
- 2003: Hear the Silence (Fernsehfilm)
- 2004: Messiah: The Promise (Fernseh-Miniserie, 2 Folgen)
- 2005: Fürchtet euch nicht! – Das Leben Papst Johannes Pauls II. (Have No Fear: The Life of Pope John Paul II, Fernsehfilm)
- 2006: Herr der Diebe (The Thief Lord)
- 2007: Los Totenwackers